# Faro del Cabo Caccia
El faro del cabo Caccia ( en italiano faro di Capo Caccia y en dialecto alguerés far del Cap de Caça) es un faro italiano situado en el cabo Caccia,  al noroeste de la isla de Cerdeña al norte de Alguer.

## Historia
En 1860, durante el reinado de Vittorio Emanuele II, el Senado y la Cámara de Diputados del Reino de Cerdeña autorizó la construcción de un faro de segundo orden con un presupuesto de ciento sesenta mil liras, que finalmente entró en funcionamiento en 1864. La torre actual, que se alza junto a la casa del farero, se construyó entre 1950 y 1960.

## Características
El faro se encuentra en un acantilado calcáreo justo encima de la gruta de Neptuno y está constituido por una torre cilíndrica de mampostería de 24 m de altura, con galería y linterna.
Originariamente, la linterna funcionó con acetileno hasta 1880 y, posteriormente, con petróleo hasta 1961, año que se electrificó. La óptica giratoria, construida en París por Barbier, Benard y Turenne en 1951, está equipada con una lente de Fresnel con cuatro deflectores de 90° y una distancia focal de 375 milímetros. Está totalmente automatizado y emite, a una altura focal de 186 m, un destello blanco cada 5 segundos. Su alcance es de 24 millas (unos 45 km).
La gestión del faro pertenece a la Armada italiana.